# Triniochloa
Triniochloa là một chi thực vật có hoa trong họ Hòa thảo (Poaceae).

## Loài
Chi Triniochloa gồm các loài: